# تقدیم به همه پسران: پی نوشت. من هنوز دوستت دارم
تقدیم به همه پسران: پی نوشت. من هنوز دوستت دارم (به انگلیسی: To All the Boys: PS I Still Love You) یک فیلم کمدی رمانتیک نوجوان آمریکایی محصول سال ۲۰۲۰ به کارگردانی مایکل فیموگناری است که توسط سوفیا آلوارز و جی میلز گودلو نوشته و بر اساس رمان سال ۲۰۱۵ جنی هان ساخته شده‌است.
در این فیلم بازیگرانی همچون لانا کاندر، نوحا سنتینو، جنا پریش، آنا کاتکارت، تزو ماهرو، مادلین آرتور و امیلیا باراناک ایفای نقش کرده‌اند.
این فیلم دنباله‌ای به تقدیم به همه پسرانی که عاشقشان بودم (۲۰۱۸) و دومین قسمت از این مجموعه است که در ۱۲ فوریه ۲۰۲۰ به طور انحصاری در شبکه نتفلیکس منتشر شد. فیلم سوم این مجموعه با عنوان تقدیم به همه پسران: همیشه و تا ابد، لارا جین در 2021 منتشر شد.

## موضوع
رابطه عاشقانه پیتر و لاراجین را نشان می‌دهد اما در این میان دوستان قدیمی لاراجین بر رابطه این دو تاثیر می‌گذارند... .

## داستان
لارا جین کاوی و دوست‌پسرش پیتر کاوینسکی اکنون رسماً یک زوج هستند و برای نخستین قرار رسمی‌شان با هم بیرون می‌روند. آن‌ها فانوسی کاغذی را که رویش حروف اول نامشان نوشته شده به آسمان می‌فرستند و قول می‌دهند که دل یکدیگر را نشکنند.
لارا جین از اینکه یکی از دلبستگی‌های پیشینش و گیرندهٔ یکی از نامه‌هایش، جان آمبروز مک‌کلارن، پاسخی به نامه‌اش فرستاده، شگفت‌زده می‌شود. او نامه را صمیمانه می‌بیابد و به پیتر می‌گوید که قصد دارد به جان آمبروز پاسخ دهد.
در برنامهٔ داوطلبانهٔ دبیرستان، پیتر سعی می‌کند لارا جین را قانع کند تا به برنامه‌ای بپیوندد که او و تیم لاکراسش در آن حضور دارند، اما لارا جین تصمیم می‌گیرد در خانهٔ سالمندان بِلووی مشغول شود، همان‌گونه که خواهر بزرگ‌ترش مارگوت پیش‌تر انجام داده بود. در اولین روز کاری‌اش، او با استورمی، پیرزنی عجیب‌وغریب که مارگوت اغلب از او یاد می‌کرد، آشنا می‌شود و متوجه می‌شود که جان آمبروز هم در بلووی داوطلب است. آن‌ها دربارهٔ نامه‌ای که سال‌ها پیش برایش نوشته بود گفت‌وگو می‌کنند و جان آمبروز اجازه می‌دهد نامه را بخواند به شرط آنکه آن را بازگرداند. لارا جین نمی‌تواند آن گفتگو را از ذهنش بیرون کند و هم‌زمان مدام دربارهٔ رابطه‌اش با پیتر احساس ناامنی دارد، چون خود را با بهترین دوست سابقش، و نامزد پیشین پیتر، یعنی جن، مقایسه می‌کند.
در روز ولنتاین، لارا جین می‌بیند که هم‌کلاسی‌هایش توسط گروه‌های آکاپلا به‌صورت ویژه مورد نوازش موسیقایی قرار می‌گیرند و می‌شنود که پیتر در دوران رابطه‌اش با جن، در هر ساعت یک گروه برای اجرای موسیقی برای جن فرستاده بود. این موضوع حس ناامنی‌اش را بیشتر می‌کند، گرچه وقتی همان روز پیتر را می‌بیند، آن را فراموش می‌کند. پیتر به او گردنبندی با آویز قلب نقره‌ای می‌دهد و شعری برایش می‌خواند که لارا جین گمان می‌برد خودش سروده، اما بعداً متوجه می‌شود دو بند از یکی از اشعار ادگار آلن پو بوده است. پیتر بعدتر عذرخواهی می‌کند و می‌گوید ای‌کاش می‌توانست چنین چیزی بنویسد، اما همهٔ احساساتش در شعر بیان شده‌اند.
در خانهٔ سالمندان، لارا جین و جان آمبروز به یکدیگر نزدیک‌تر می‌شوند و تصمیم می‌گیرند پس از کشف تزئینات قدیمی، مهمانی‌ای با عنوان «توپ ستاره‌ای» در آنجا برگزار کنند. به‌نظر می‌رسد جان آمبروز به لارا جین علاقه پیدا کرده، در حالی که او هنوز از رابطه‌اش با پیتر چیزی به او نگفته است. لارا جین و جان آمبروز دورهمی‌ای در خانهٔ درختی قدیمی‌شان برگزار می‌کنند، جایی که در دوران راهنمایی رفت‌وآمد داشتند. هدف، بیرون‌آوردن کپسول زمان است که سال‌ها پیش با دوستانشان از جمله پیتر، جن، کریس و بهترین دوست پیتر یعنی تِرِوِر، دفن کرده بودند. هنگام بیرون‌آوردن محتویات، جن ادعا می‌کند چیزی داخل کپسول نگذاشته است. پیتر که متوجه علاقهٔ لارا جین و جان آمبروز شده، با حسادت رابطه‌اش را با لارا جین فاش می‌کند. او بعداً لارا جین را به‌خاطر پنهان‌کردن رابطه‌شان از جان آمبروز مورد پرسش قرار می‌دهد، اما خیلی زود آشتی می‌کنند.
روز بعد، لارا جین بابت پنهان‌کاری‌اش از جان آمبروز عذرخواهی می‌کند و برای بازی پیتر لباس می‌پوشد. وقتی منتظر آمدن پیتر است، کریس عکسی از پیتر و جن به او نشان می‌دهد. لارا جین با پیتر روبه‌رو می‌شود و درمی‌یابد که پیتر هیچ‌گاه ارتباطش را با جن قطع نکرده و در سفر اسکی قصد داشته دوباره با او وارد رابطه شود. پیتر که عجله دارد به بازی برسد، می‌گوید بعداً درباره‌اش حرف می‌زنند، اما لارا جین بسیار آزرده شده و رابطه‌شان را تمام می‌کند و قولشان مبنی بر نشکستن دل یکدیگر را می‌شکند.
لارا جین به خانهٔ درختی می‌رود و جن را ملاقات می‌کند. جن فاش می‌کند که پیتر فقط به‌خاطر جدایی والدینش او را دلداری می‌داد و چون پیتر هم تجربهٔ مشابهی داشته، به او مراجعه کرده است. او همچنین می‌گوید که پیتر عاشق لارا جین است و نباید به او شک کند. سپس اعتراف می‌کند که در واقع یک دستبند دوستی شبیه به دستبند لارا جین را داخل کپسول گذاشته بوده، اما از نشان‌دادنش خجالت می‌کشیده است. لارا جین درمی‌یابد که او، و نه پیتر، بوده که همیشه جن را در ذهن داشته، و با او آشتی می‌کند.
شب مهمانی بازنشستگان، استورمی لباسی زیبا و آرایشی کامل به لارا جین می‌دهد. او و جان آمبروز با هم می‌رقصند و بعد به بیرون در برف می‌روند. وقتی همدیگر را می‌بوسند، لارا جین درمی‌یابد که واقعاً عاشق پیتر است و دیگر به جان احساسی ندارد. او از جان آمبروز عذرخواهی می‌کند و به بیرون می‌دود، جایی که با شگفتی می‌بیند پیتر منتظر اوست. پیتر آنجاست چون به یاد دارد که لارا جین از رانندگی در برف خوشش نمی‌آید، چیزی که در نخستین قرارشان به او گفته بود.
پیتر می‌گوید که لارا جین می‌تواند اگر بخواهد دلش را بشکند، اما لارا جین در عوض به او می‌گوید که دوستش دارد و پیتر هم متقابلاً عشقش را ابراز می‌کند. آن‌ها یکدیگر را می‌بوسند و آشتی می‌کنند. در صداگذاری پایان‌بندی، لارا جین می‌گوید که او پیش‌تر می‌خواست رابطه‌ای افسانه‌ای با پیتر داشته باشد، اما اکنون از چیزی که دارند، راضی است.

## بازیگران
- لانا کاندر در نقش لارا جین «ال جی» سانگ-کووی، یک دانش آموز دبیرستانی نیمه کره ای، نیمه سفید و شخصیت اصلی
- نوحا سنتینو در نقش پیتر کاوینسکی، دوست پسر لارا جین و یک بازیکن محبوب لاکراس
- جردن فیشر در نقش جان آمبروس مک کلارن، عشق لارا جین در کلاس ششم
- آنا کتکارت در نقش کاترین «کیتی» سانگ-کووی، خواهر کوچک بازیگوش لارا جین
- جنا پریش در نقش مارگوت سانگ-کووی، خواهر بزرگتر و مسئول لارا جین
- راس باتلر در نقش ترور پیک، دوست خوب پیتر و لارا جین و دوست پسر کریس
- مدلین آرتور در نقش کریستین «کریس»، دختر عموی جنویو و بهترین دوست لارا جین
- امیلیا باراناک در نقش جنویو «جن»، دختری زیبا ، دوست سابق پیتر و رقیب لارا جین
- ترزو ماهورو در نقش لوکاس جیمز، دوست همجنسگرا و دوست داشتنی لارا جین و همچنین یکی از عشق‌های سابق او
- هالند تیلور در نقش ادیت «استورمی» مک کلارن شیهان، مادربزرگ جان
- سارایو بلو در نقش ترینا روتشیلد، همسایه خانواده کووی
- جان کوربت در نقش دکتر دانیل «دن» کووی، پدر مهربان و تا حدودی محافظ لارا جین
- کلسی ماوما در نقش امیلی، دوست جنویو
- جولی تائو در نقش هاون، دختر عموی کره ای خانواده کووی
- مدی زیگلر در نقش دختر پپ اسکادر

## تولید

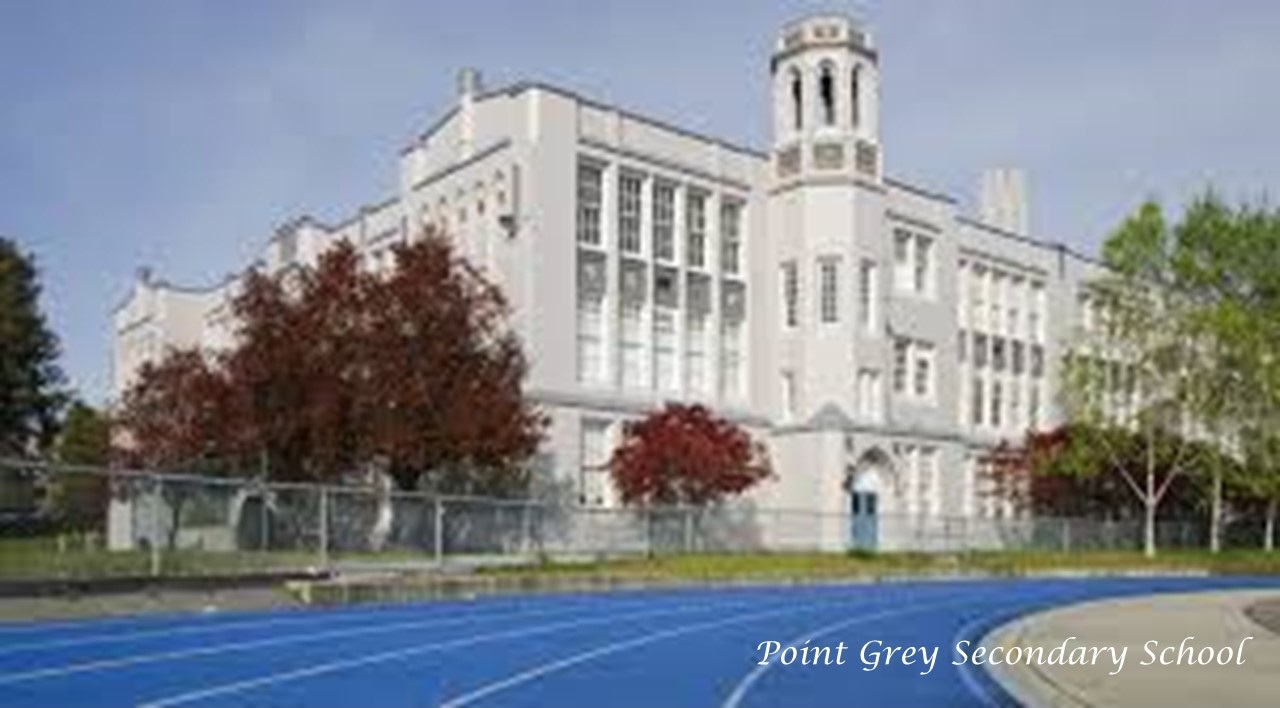
به همه پسرانی که قبلاً دوستشان داشتم

تصویربرداری اصلی در ونکوور، بریتیش کلمبیا و مناطق اطراف آن از ۲۷ مارس ۲۰۱۹ آغاز شد. همانند فیلم اول، صحنه‌هایی در دبیرستان لارا جین در دبیرستان پوین گری فیلمبرداری شد. تصویربرداری اصلی در ۱۰ مه ۲۰۱۹ به پایان رسید.

## موسیقی
ترانه " Moral of the Story " ساخته Ashe پس از حضور در این فیلم، موفقیت‌های بین‌المللی زیادی را کسب کرد.

## انتشار
اولین تریلر برای تقدیم به همه پسران: پی نوشت من هنوز دوستت دارم در ۱۹ دسامبر ۲۰۱۹ منتشر شد، این فیلم به صورت انحصاری در ۱۲ فوریه ۲۰۲۰ در شبکه نتفلیکس منتشر شد.

## دنباله
یک فیلم سوم با عنوان تقدیم به همه پسران: همیشه و تا ابد، لارا جین ، بر اساس سومین رمان این سه‌گانه، فیلمبرداری و تولید را در ۱۵ ژوئیه ۲۰۱۹ آغاز کرد.